# Park Ridge, New Jersey
Park Ridge är en kommun av typen borough i Bergen County i New Jersey. Vid 2010 års folkräkning hade Park Ridge 8 645 invånare.